# 逝去的諾言
《逝去的諾言》是香港女歌手陳慧嫻出道後的第一首歌曲，於1984年以「少女雜誌」名義推出，曲、詞、編皆由安格斯包辦，收錄於她的首張大碟《少女雜誌》內。陳慧嫻本身是以三人組合形式出道，但她的聲勢明顯比其餘兩名成員更浩大，獨特的聲線和唱功，加上鄰家女孩形象令她迅速上位。《逝去的諾言》推出後，陳慧嫻一炮而紅，不久後便獨立發展，因此《逝去的諾言》既是她的出道作，又是她的代表作之一。

## 簡介
陳慧嫻在中學期間經常參與不同的歌唱比賽，是一名「風頭躉」，憑藉其歌唱技功和獨特的聲線，被著名音樂人安格斯賞識並邀請她加入其公司，於是她便加入法安利公司 (寶麗金屬下)，組成三人組合《少女雜誌》，10首歌曲當中陳慧嫻便佔了4首，而其餘兩名成員各3首。歌曲的曲、詞、編均是由安格斯一手包辦，監製為李振權。歌曲充滿中國古典小調曲風，略帶哀愁，本曲則是說男人對女友作出了數之不盡的誓言，很多時候是順口開河，承諾了也不記得，如「你在我 又或是我在你 內心曾許下諾言」及「誰說有不散筵席 誰說生死不變」等都是抒發了所謂諾言根本不可靠的感覺。陳慧嫻當時只得19歲，她的聲線卻非常成熟，將這首歌的感情演繹恰到好處，加上以「少女情懷」作為賣點，是她極速竄紅的原因。之後，她便獨立發展並出版了《故事的感覺》大碟，歌曲亦多是由安格斯包辦，因此安格斯在陳慧嫻早期的發展扮演著極度重要的角色。

## 成績
- 1984年度十大勁歌金曲頒獎禮 - 第一季入選歌曲
- 1984年度十大中文金曲頒獎禮 - 最有前途新人獎

## 其他版本
《逝去的諾言》傳唱度亦很高，亦曾有多人翻唱過，以下為例子：
- 蓋鳴暉
- 夏韶聲
- 鄧上文
- 邵美琪
- 張偉文 - 唱好女人演唱會
- 呂珊（2002） - 呂珊曾翻唱此作品，並收錄在《呂珊金曲集》內